# District de Masaïti
Le district de Masaïti est un district de Zambie, situé dans la province du Copperbelt. Sa capitale se situe à Masaïti. 
Sur diverses cartes, le district est joint aux district de Lufwanyama et district de Mpongwe. Le territoire de ces trois districts fut un temps connu sous le nom de 'Ndola Rural'. Selon le recensement zambien de 2000, le district a une population de 95 581 personnes.